# 文化学園大学保育専門学校
文化学園大学保育専門学校（ぶんかがくえんだいがくほいくせんもんがっこう）は、長野県長野市稲葉上千田にある私立専修学校。

## 沿革
- 1931年（昭和6年） - 長野市千歳町に長野文化学院創立
- 1983年（昭和58年） - 学校法人文化長野学園が創立され、文化女子大学長野専門学校として開校。保育科を置く
- 1986年（昭和61年） - 国際文化教養科を新設。のち1994年（平成6年）に国際教養科に改称
- 1992年（平成4年） - 新校舎（現 上千田キャンパス）が完成
- 1997年（平成9年） - 介護福祉専攻科を新設
- 2001年（平成13年） - 健康福祉科を新設
- 2005年（平成17年） - 第二校舎（中千田キャンパス）が完成
- 2008年（平成20年） - 社会福祉高度専門士科を新設
- 2011年（平成23年） - 文化学園長野専門学校に改称
- 2013年（平成25年） - 社会福祉高度専門士科を廃止
- 2015年（平成27年） - 介護福祉専攻科を廃止
- 2016年（平成28年） - 文化学園長野保育専門学校に改称
- 2022年（令和4年） - 文化学園大学保育専門学校に改称
- 2024年（令和6年） - 男女共学となる

## 課程・学科
- 教育・社会福祉専門課程
  - 保育科

### 過去設置されていた学科・専攻科
- 社会福祉科
- 健康福祉科
- 社会福祉高度専門士科
- 介護福祉専攻科

## 取得資格・免許状
- 保育士資格・幼稚園教諭二種免許状
  - 保育科

## アクセス
- JR信越本線長野駅善光寺口よりアルピコ交通（川中島バス）48系統、または東口よりアルピコ交通（川中島バス）85系統に乗車、「文化学園前」下車。
- 長野駅東口からスクールバスも運行されている。